# Tape (film)
Tape è un film diretto da Richard Linklater e scritto da Stephen Belber, autore dell'omonima opera teatrale. Il film si svolge interamente in tempo reale, ha luogo all'interno di un'unica stanza di motel e prevede tre soli personaggi: Vince (Ethan Hawke), Jon (Robert Sean Leonard) e Amy (Uma Thurman).

## Trama
Lansing, Michigan. Vince, uno spacciatore/pompiere volontario di Oakland affitta una stanza di motel nella sua città natale in occasione dell'East Lansing Film Festival, al quale partecipa Jon, regista di documentari e amico dei tempi del liceo.
I due si ritrovano nella stanza. Dopo aver trascorso del tempo ricordando gli anni della scuola, finiscono a parlare di Amy, ex ragazza di Vince. Viene fuori - per stessa ammissione di Vince - che per tutto il tempo in cui sono stati assieme, non hanno mai fatto sesso. In aggiunta a ciò, proprio nel momento in cui la loro relazione finiva, Amy era stata a letto con Jon.
Vince accusa Jon di averla stuprata e sostiene che è stata la stessa Amy a dirglielo. Vince insiste sull'argomento e riesce a far ammettere a Jon che era andata proprio così. A quel punto Vince tira fuori un registratore nascosto, che ha fissato su nastro (in inglese "tape", da cui il titolo del film) la loro conversazione. Jon è sgomento, e Vince rincara la dose comunicandogli che Amy sarebbe arrivata di lì a poco, in risposta a un suo invito a cena.
Così avviene, infatti, e - sebbene tutti e tre all'inizio si sentano un po' strani, nervosi - dopo un po' l'atmosfera si scioglie. Viene fuori che Amy è diventata assistente del pubblico ministero del dipartimento di giustizia di Lansing. A poco a poco i tre arrivano a parlare di quanto successo quella notte di dieci anni prima.
Jon chiede perdono ad Amy per averla stuprata, ma Amy sostiene che il rapporto era stato consensuale. Jon non riesce a capire perché lei si ostini a negare e le chiede perché si comporti così. Vince, sullo sfondo, dà manforte ora all'uno ora all'altra. Poi Amy chiama la polizia e chiede l'intervento di una volante nel motel in cui si trovano per prendere in consegna uno spacciatore e un presunto stupratore, dopodiché avvisa i due che avranno solo pochi minuti prima che una pattuglia li raggiunga e che, se vogliono scappare, dovranno farlo al più presto.
Per provare ad Amy di essere sinceramente pentito, Jon decide di attendere la polizia. Vince, invece, prima tenta la fuga, poi cambia idea e scarica erba, polvere e pillole nel gabinetto, e distrugge il nastro con la confessione di Jon. A quel punto Amy rivela ai due che la chiamata alla polizia era fasulla e se ne va.

## Critica
Le critiche su Tape sono generalmente positive. Il sito Rotten Tomatoes gli dà un 77% di consensi su un totale di 90 critici interrogati, mentre il gradimento ottenuto su Metacritic è del 71%.
Il critico cinematografico Roger Ebert dice che "Tape mi ha fatto credere che gli eventi in esso rappresentati possano accadere alle persone reali più o meno così come appaiono sullo schermo, e questo è il merito più rilevante che mi sento di ascrivergli", e gli dà 3,5 stelle su 4, concludendo che "per il pubblico Tape è stimolante; per gli altri cineasti è un manuale d'istruzioni su come usare i nuovi - e non sempre facili da padroneggiare - strumenti espressivi."
Stephen Holden del New York Times ritiene il film "incisivo", e loda il cast per aver fornito "le performance più psicologicamente acute delle loro carriere cinematografiche".